# Carol Morris
Carol Morris, née Carol Ann Laverne Morris, le 8 avril ou le 25 octobre 1936 à Omaha dans l'état du Nebraska, est une actrice et violoniste américaine, connue pour avoir été élue Miss USA 1956 et Miss Univers de la même année.

## Biographie
Carol Morris est née à Omaha dans l'état de Nebraska, fille unique d'un ministre de l'Église.
Sa famille part s'installer à Scott City (Kansas) dans l'état du Kansas où elle fréquente l'école élémentaire. 
Puis Carol vit  à Ottumwa dans l'Iowa , où elle fera ses études secondaires, elle  devient championne de natation et apprend le sauvetage.
Elle chante dans le chœur de l'église, joue du violon, puis étudie à la Drake University à Des Moines, où elle est membre de la section Beta Kappa de Kappa Alpha Theta, ainsi que membre de l'équipe de natation de l'université.
En 1954, Carol Morris devient Miss Iowa 1954, pour participer à l'élection de Miss America 1954, elle ne parvient pas à se classer, la gagnante est Evelyn Ay Sempier.
C'est en 1956, que la jeune Carol gagne le titre de Miss USA et remporte le concours de Miss Univers 1956, durant ses «règnes», elle rencontre les présidents Harry S. Truman, Herbert Hoover ainsi que des personnalités importantes.
Elle signe un contrat à Hollywood, pour devenir actrice et, formée par l'acteur Jeff Chandler, jouera dans plusieurs films et téléfilms américains. Entre 1956 et 1957, elle participe au jeu télévisé What's My Line? diffusé sur CBS.

## Vie privée
En juin 1959, Carol Morris âgée de 23 ans, se marie avec un homme d'affaires américain venant du Texas, ils auront deux enfants.
Son compagnon meurt en 2010.